# Parancistrocerus bravo
Parancistrocerus bravo är en stekelart som först beskrevs av Henri Saussure 1857.  Parancistrocerus bravo ingår i släktet Parancistrocerus och familjen Eumenidae. Inga underarter finns listade i Catalogue of Life.